# Машгад-оль-Кубе
Машгад-оль-Кубе (перс. مشهدالكوبه) — село в Ірані, у дегестані Машгад-е Мікан, у Центральному бахші, шахрестані Ерак остану Марказі. За даними перепису 2006 року, його населення становило 1658 осіб, що проживали у складі 435 сімей.

## Клімат
Середня річна температура становить 13,18 °C, середня максимальна – 33,28 °C, а середня мінімальна – -10,30 °C. Середня річна кількість опадів – 280 мм.
| Клімат поселення                              | Клімат поселення | Клімат поселення | Клімат поселення | Клімат поселення | Клімат поселення | Клімат поселення | Клімат поселення | Клімат поселення | Клімат поселення | Клімат поселення | Клімат поселення | Клімат поселення | Клімат поселення |
| Показник                                      | Січ.             | Лют.             | Бер.             | Квіт.            | Трав.            | Черв.            | Лип.             | Серп.            | Вер.             | Жовт.            | Лист.            | Груд.            |                  |
| Середній максимум, °C                         | 8,12             | 11,00            | 16,46            | 20,82            | 25,07            | 32,18            | 33,28            | 32,22            | 27,50            | 21,74            | 15,35            | 8,68             |                  |
| Середня температура, °C                       | −1,1             | 1,78             | 7,23             | 11,61            | 15,86            | 22,96            | 26,78            | 25,71            | 21,02            | 15,23            | 8,85             | 2,20             |                  |
| Середній мінімум, °C                          | −10,3            | −7,44            | −1,97            | 2,39             | 6,63             | 13,75            | 20,28            | 19,21            | 14,51            | 8,74             | 2,36             | −4,3             |                  |
| Норма опадів, мм                              | 41               | 38               | 49               | 35               | 30               | 4                | 1                | 1                | 0                | 10               | 28               | 43               |                  |
| Середньомісячна швидкість вітру, м/с          | 1.98             | 2.02             | 3.09             | 3.36             | 3.02             | 2.63             | 2.74             | 2.55             | 2.34             | 2.26             | 1.71             | 2.08             |                  |
| Середньомісячна сонячна радіація, кДж/м²·день | 8851             | 12360            | 14805            | 18217            | 22152            | 26762            | 25736            | 23979            | 20955            | 15505            | 10800            | 8767             |                  |
| --------------------------------------------- | ---------------- | ---------------- | ---------------- | ---------------- | ---------------- | ---------------- | ---------------- | ---------------- | ---------------- | ---------------- | ---------------- | ---------------- | ---------------- |
| Джерело:                                      |                  |                  |                  |                  |                  |                  |                  |                  |                  |                  |                  |                  |                  |